# Dreamchasers
Dreamchasers is een mixtape van de Amerikaanse rapper Meek Mill. Het is de eerste mixtape in zijn Dreamchasers-reeks. De mixtape werd uitgebracht onder het Maybach Music-label van collega rapper Rick Ross op 11 augustus 2011. Op de mixtape komen gastoptredens voor van: Young Chris, Rick Ross, Beanie Sigel, Mel Love, NH, Yo Gotti, and Young Pooh.